# Svenska besittningar

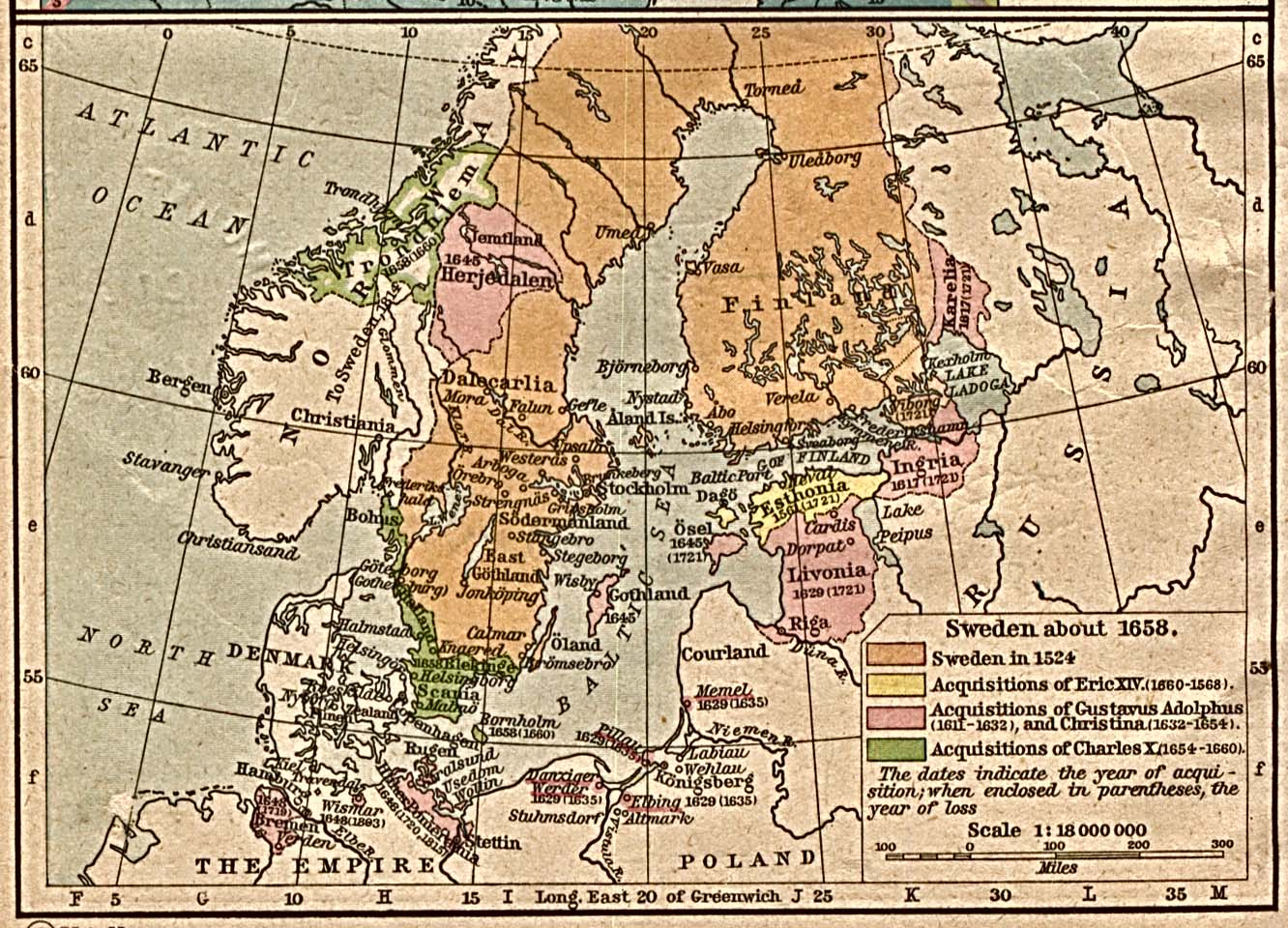
Sverige 1658, efter freden i Roskilde.

För utomeuropeiska territorier som varit under svensk kontroll, se Svenska kolonier
Sverige hade framförallt under stormaktstiden ett stort antal besittningar av varierande omfattning och varaktighet i norra Europa. Det svenska stormaktsväldet började med att Revals borgerskap frivilligt anslöt sig till Sverige 1561 och slutade definitivt när panten för det svenska guvernementet Wismar inte löstes in 1903.

## Förläningar
- Älvsyssel (Södra Bohuslän, Bohus slottslän) 1304-1327 (möjligen inte i kontinuitet) samt 1371-1374.
- Norra Halland (danska Nørrehalland) 1305-1366.
- Södra Halland (danska Sønderhalland) med Bjäre och Norra Åsbo härader i Skåne 1330-1343 (freden i Varberg).
- Samsø i Kattegatt samt Kalundborg och Vordingborg på Själland 1330-1343 (freden i Varberg).

## Pantlän
- Skåne med Ven i Öresund och Blekinge 1332-1360.
- Köpenhamn 1332-1343 (freden i Varberg).
- Södra Halland med Bjäre och Norra Åsbo härader i Skåne 1343 (freden i Varberg) - 1360.
- Wittenstein (estniska Paide) i Jerwen (estniska Järva)  och ytterligare sex slott i Livland (i nuvarande Estland) 1562-1629.

## Ockupationer
- Gotland utom Visby 1448-1449 och 1523-1523 (Malmö recess).
- Jämtland 1563-1570 (Nordiska sjuårskriget), 1611-1613 (Kalmarkriget) och 1643-1645 (Torstensons krig).
- Novgorod 1611-1617 (Ingermanländska kriget; se även belägringen av Novgorod).
- Warnemündes skans med Rostocks tullstation 1631 (trettioåriga kriget) - 1714.
- Pommern 1638-1648 (trettioåriga kriget).
- Bornholm i Östersjön 1645-1645 (Torstensons krig).
- Bremen (nu tyskt förbundsland omgivet av Niedersachsen) 1654-1666 (första bremiska kriget och andra bremiska kriget).
- Polska delen av Kurland (i nuvarande Lettland) 1701-1709 (stora nordiska kriget).

## Myntorterdärbesittningsmyntpräglades
- Würzburg (i nuvarande förbundslandet Bayern) 1631-1634
- Erfurt (i nuvarande förbundslandet Thüringen) 1631-1648
- Fürth (i nuvarande Bayern) 1632-1632
- Nürnberg (i nuvarande Bayern) 1632-1632
- Augsburg (i nuvarande Bayern) 1632-1634
- Mainz (i nuvarande förbundslandet Rheinland-Pfalz) 1632-1635
- Osnabrück (i nuvarande förbundslandet Niedersachsen) 1633-1633
- Elbing
- Narva
- Reval
- Riga
- Stade
- Stettin
- Stralsund
- Thorn
- Wismar
- Wolgast

## Cessioner, områden som anslutits till Sverige genom avtal
- Estland: Reval (nuvarande Tallinn); Harrien (estniska Harju); Jerwen (estniska Järva) och Wierland (estniska Viru) 1561-1721 (freden i Nystad).

## Erövrade områden som genom avtal tillföll Sverige under begränsad tid
- Halland tillföll 1645 Sverige på 30 år (freden i Brömsebro).[1] Efter freden i Roskilde 1658 införlivades Halland i det svenska riket.[2]

## Erövrade områden som genom avtal tillföll Sverige, för att sedan förloras ett fåtal år senare
- Viken (Norra Bohuslän styrda i slottslänen Olsborg (1523–1525) och Karlsborg (1525–1531), enligt Malmö recess 1524. Borgarna Olsborg och Karlsborg förstördes i december 1531 av Danmark och området återlämnat till Danmark 1532 för 1 200 gyllen.)
- Landsberg an der Warthe (polska Gorzów Wielkopolski, i nuvarande vojvodskapet Lubusz, tyska Lebus) 1641 (stilleståndet i Stockholm) - 1643.
- Frankfurt an der Oder (i nuvarande förbundslandet Brandenburg) 1641 (stilleståndet i Stockholm) - 1643.
- Leipzig (i nuvarande förbundslandet Sachsen) 1646 (stilleståndet i Eulenburg) - 1648 (Westfaliska freden).
- Memmingen (i Schwaben, i nuvarande förbundslandet Bayern) 1647 (stilleståndet i Ulm) - 1648 (Westfaliska freden).
- Überlingen, (i Tübingen, i nuvarande förbundslandet Baden-Württemberg) 1647 (stilleståndet i Ulm) - 1648 (Westfaliska freden).
- Bornholm 1658 (freden i Roskilde) - 1660 (freden i Köpenhamn).[2][3]
- Tröndelag med Nordmøre i Møre og Romsdal (Trondheims län) 1658 (freden i Roskilde) - 1660 (freden i Köpenhamn).[2][3]

## Erövrade områden som genom avtal tillföll Sverige, för att sedan förloras långt senare
- Kolonisationen av Finland inleddes på 1150-talet med Egentliga Finland (finska Varsinais-Suomi). Vid freden i Nöteborg med Novgorod 1323 erkändes Sveriges överhöghet. 1360 förklarade kung Magnus Eriksson (1316-1374) att Finland var en jämställd del av Sverige. (Huvudartikel: Finlands gränsförändringar)
- Wiek (estniska Lääne) med Dagö (estniska Hiiumaa) i Estland 1582-1721 (freden i Nystad).
- Ingermanland (i nuvarande oblastet Leningrad) 1617 (freden i Stolbova) - 1721 (freden i Nystad).
- Kexholms län (nu delat mellan oblastet Leningrad och Karelska republiken) 1617 (freden i Stolbova) - 1721 (freden i Nystad).
  - Norra Karelen (finska Pohjois-Karjala) överfördes 1721 från Kexholms län och blev en införlivad del av Finland (Kymmenegårds län).
- Preussen 1629 (stilleståndet i Altmark och fördraget i Fischhausen) - 1635 och 1655-1660 (freden i Oliwa).
- Vorpommern söder om floden Peene, samt öarna Usedom (polska Uznam) och Wollin (polska Wolin), ingick i Svenska Pommern 1648 (Westfaliska freden) - 1720 (freden i Stockholm).
- Livland (nu delat mellan Estland och Lettland) 1629 (fördraget i Altmark) - 1721 (freden i Nystad).
- Riga (lettiska Rīga) i Lettland 1629 (fördraget i Altmark) - 1721 (freden i Nystad).
- Ösel (estniska Saaremaa) i Estland 1645 (freden i Brömsebro) - 1721 (freden i Nystad).
- Thedinghausen, i grevskapet Oldenburg (i nuvarande förbundslandet Niedersachsen), exklav till Bremen-Verden 1648 (Westfaliska freden) - 1679 (freden i Celle).
- Wildeshausen, i grevskapet Oldenburg, exklav till Bremen-Verden 1648 (Westfaliska freden) - 1679 (freden i Nijmegen).
- Västra delen av Hinterpommern, däribland Stettin (polska Szczecin, nu i Västpommerns vojvodskap), ingick i Svenska Pommern (se även Pommerns delningar) 1648 (Westfaliska freden) - 1679 (freden i Saint Germain).
- Bremen-Verden (i nuvarande Niedersachsen) 1648 (Westfaliska freden) - 1719 (freden i Stockholm).
- Wismar med exklaverna Poel och Neukloster, i Mecklenburg, 1648 (Westfaliska freden) - 1803 (de jur. 1903)
- Svenska Pommern 1648 (Westfaliska freden) - 1814 (freden i Kiel).